# Варадка
Варадка (слч. Varadka) је насељено мјесто са административним статусом сеоске општине (слч. obec) у округу Бардјејов, у Прешовском крају, Словачка Република.

## Становништво
| Година:    | 1994. | 2004.    | 2014.    | 2024.   |
| ---------- | ----- | -------- | -------- | ------- |
| Број људи: | 131   | 174      | 200      | 251     |
| Разлика:   |       | +32,82 % | +14,94 % | +25,5 % |

| Година:    | 2023. | 2024.   |
| ---------- | ----- | ------- |
| Број људи: | 251   | 251     |
| Разлика:   |       | +1,42 % |

Према подацима о броју становника из 2024. године насеље је имало 251 становника.